# حسام الحاج علي
حسام الحاج علي لاعب كرة قدم تونسي سابق، لعب في صفوف النادي الأفريقي خلال سنوات التسعينيات.
كان محللًا سابقًا في قناة بي إن سبورت.ومدير الكرة بنادي الأهلي طرابلس .

## ألقاب
- لقب البطولة العربية للأندية الفائزة بالكؤوس سنة 1995
- لقب بطولة الأندية العربية لأبطال الدوري 1997
- لقب الدوري التونسي سنة 1996
- لقب كأس تونس سنة 1998